# Аланкара
Аланкара (с санскр. — «украшение, обогащение») — термин в поэтическом искусстве Древней Индии, представляющий собой совокупность стилистических форм — троп и фигур, направленных на украшение смысла слова, придание речи характера поэтической и обогащение поэтической прозы и стиха.
Существует два вида аланкары — смысловой, или артхаланкара, включающий в себя сравнение (упама), метафору (рупака), гиперболу (атишайокти), каламбур (шлеша) и словесный, или шабдаланкара, к нему относятся различные формы аллитерации (ямака), рифмы и ассонансов.
Первое упоминание встречается в трактате «Бхаратиянатьяшастра», который датируется III—V веками.